# أنجليوس سيلسيوس
أنجليوس سيلسيوس (بالألمانية: Angelius Silesius)، واسمه الحقيقي يوهان شلايفر. ولد عام 1624، ومات في عام 1677 في برزلاو. درس سيلسيوس الطب في مدن ستراسبورغ ولايدن وبادوا. وأثناء دارسته تعرف على طريقة التفكير الصوفية مما انعكس على كتابته. وفي عام 1653 دخل في المذهب الكاثوليكي وعُمِّد قسيساً عام 1661. ويعد واحداً من المناهضين لحركة الإصلاح الديني.

## أعماله
- أبيات ذكية وحكم (1657)، ثم توسع في كتابتها في الرحالة الملاك «Geistreiche sinn-und Schlu Breime» (عام 1675).
- وصف حسي-آخر أربعة أشياء «Sinnliche Beschreibung. Der Vier Letzten Dinge» (عام 1675).

## روابط خارجية
- أنجليوس سيلسيوس على موقع الموسوعة البريطانية (الإنجليزية)
- أنجليوس سيلسيوس على موقع ميوزك برينز (الإنجليزية)
- أنجليوس سيلسيوس على موقع ديسكوغز (الإنجليزية)